# Tennis ai IX Giochi del Mediterraneo
Il torneo di tennis dei IX Giochi del Mediterraneo ha previsto 4 gare: 2 maschili e 2 femminili. Quelli maschili sono stati divisi in singolare e doppio così come quelli femminili.

## Podi

### Uomini
| Evento                      | Oro                              | Argento                                       | Bronzo                              |
| Singolo maschile (dettagli) | Francesco Cancellotti            | Tarek-Shawki El-Sakka                         | Simone Ercoli                       |
| Doppio maschile (dettagli)  | Spagna Martín Jaite Javier Soler | Egitto Ahmed El-Mehelmy Tarek-Shawki El-Sakka | Italia Luca Bottazzi Simone Colombo |

### Donne
| Evento                       | Oro                    | Argento                      | Bronzo                          |
| Singolo femminile (dettagli) | Renata Sasak           | Laura Golarsa                | Olga Tsarbopoulou               |
| Doppio femminile (dettagli)  | Spagna Almansa Vaquera | Italia Laura Golarsa Zanelli | Italia Laura Garrone Virgintino |

## Medagliere
| Posizione | Paese      |   |   |   | Totale |
| --------- | ---------- | - | - | - | ------ |
| 1         | Spagna     | 2 | 0 | 0 | 2      |
| 2         | Italia     | 1 | 2 | 3 | 6      |
| 3         | Jugoslavia | 1 | 0 | 0 | 1      |
| 4         | Egitto     | 0 | 2 | 0 | 2      |
| 5         | Grecia     | 0 | 0 | 1 | 1      |
| Totale    | Totale     | 4 | 4 | 4 | 12     |